# Jörgen Elofsson
Jörgen Kjell Elofsson —nacido el 14 de enero de 1962 en Ängelholm— es un compositor sueco, más conocido por componer o cocomponer sencillos de gran éxito comercial, tales como «Sometimes» y «(You Drive Me) Crazy» (1999) de Britney Spears, así como también «A Moment Like This» (2002) —cuya versión de 2006 de Leona Lewis ganó un Premio Ivor Novello— y «Stronger (What Doesn't Kill You)» (2012) de Kelly Clarkson, el que recibió una nominación al Premio Grammy como mejor canción del año.
Ha compuesto o cocompuesto éxitos para artistas como Guy Sebastian, Ana Johnsson, Marie Serneholt, Shayne Ward, Super Junior, Il Divo y Westlife. Su carrera musical comenzó cuando tenía 16 años, mientras era vocalista y guitarrista de diversas bandas. Posteriormente, inició una carrera como solista y, en 1989 y 1992, publicó dos álbumes bajo el nombre artístico "Shane".
Elofsson se transformó en un compositor de tiempo completo en 1994, cuando trabajó con la artista sueca Carola. Su trabajo en los Cheiron Studios comenzó en enero de 1998, año desde el que ha estado trabajando principalmente con sus compatriotas y colegas David Kreuger y Per Magnusson.
En 2005, creó el sello discográfico Planet Six, parte de BMG, actualmente Universal Music Publishing Group, mientras que en 2006, la FIFA escogió su canción «The Time of Our Lives» como himno oficial de la Copa Mundial de Fútbol de 2006 de Alemania, bajo la interpretación de Il Divo y Toni Braxton.

## Discografía como compositor
1994
- Carola «Guld i dina ögon»

1998
- Aikakone «Aikapyörä»
- Aikakone «Magiaa»
- Aikakone «Valokuva»

1999
- Britney Spears «(You Drive Me) Crazy»
- Britney Spears «Sometimes»
- Britney Spears «Walk on By» —versionada por Gareth Gates—
- Westlife «If I Let You Go»

2000
- Bellefire «I Can Make You Fall in Love Again»
- Britney Spears «Girl in the Mirror»
- Britney Spears «What U See (Is What U Get)»
- Emilia «Before I Fall»
- Jessica Folcker «Love You Like a Fool»
- Lucy Street «Girl Next Door»
- Lucy Street «Goodbye»
- Lucy Street «Life is a Lovesong»
- Lucy Street «Loves Me Loves Me Not»
- Lucy Street «Second Time Around»
- Peter Jöback «Higher»
- Peter Jöback «Tonight»
- Steps «It's the Way You Make Me Feel»
- Steps «Mars and Venus (We Fall in Love Again)»
- Trybe «We Are Invincible»
- Westlife «Fool Again»
- Westlife «My Love»

2001
- 3 of Hearts «Is It Love»
- Alsou «Let It Be Me»
- Britney Spears «When I Found You»
- Geri Halliwell «It's Heaven, It's Hell (Being Geri Halliwell)»
- Geri Halliwell «Love is the Only Light»
- Jennie Löfgren «Dreams»
- Jennie Löfgren «Somewhere»
- Robyn «Say You'll Walk the Distance»
- Tess «Viva l'Amor»
- Westlife «I Cry» —versionada por Shayne Ward—

2002
- Gareth Gates «Anyone of Us (Stupid Mistake)»
- Gareth Gates «What My Heart Wants to Say»
- H & Claire «Let Me Carry You»
- H & Claire «No Turning Back»
- H & Claire «You're a Love Song»
- Kaci «Everlasting/Eternamente»
- Jamie Meyer «Psycho»
- Jessica Andersson «Perfect Bliss»
- Kelly Clarkson «A Moment Like This» —versionada por Leona Lewis—
- Westlife «Unbreakable»
- Westlife «Evergreen» —versionada por Will Young y Gareth Gates—

2003
- Gareth Gates «Say It Isn't So»
- Guy Sebastian «Angels Brought Me Here»
- Jamie Meyer «Good Girl»
- Jamie Meyer «Last Goodbye, First Hello»
- Jessica Andersson «Ett kort ögonblick» —versión sueca de «A Moment Like This» de Kelly Clarkson—
- Nina «What If»

2004
- Charlotte Perrelli «Gone Too Long»
- Daniel Lindström «Coming True»
- Darin «Why Does It Rain»
- Fredrik Kempe «With You All the Time»
- Ana Johnsson «Life»
- Ana Johnsson «We Are»
- Hanna Pakarinen «Love is Like a Song»
- Jodie «I Still Believe»
- Nikki Cleary «1-2-3»

2005
- Agnes «Let Me Carry You»
- Agnes «Right Here, Right Now»
- Die Happy «Big Big Trouble»
- Shayne Ward «That's My Goal»
- Twill «Before I Fall»
- Twill «Is It Love»
- Twill «One Step at a Time»

2006
- Agnes «I Had a Feelin'»
- Agnes «Kick Back Relax»
- Agnes «What Do I Do With All This Love»
- Alexander Klaws «This is What It Feels Like»
- D-Side «No One»
- Darin «Homeless» —versionada por Leona Lewis—
- Il Divo & Celine Dion «I Believe in You»
- Il Divo & Toni Braxton «Time of Our Lives»
- Marie Serneholt «Beyond Tonight»
- Marie Serneholt «The Boy I Used to Know»
- Marie Serneholt «Calling All Detectives»
- Marie Serneholt «Can't Be Loved»
- Marie Serneholt «Enjoy the Ride»
- Marie Serneholt «I Love Making Love in the Morning»
- Marie Serneholt «I Need a House»
- Marie Serneholt «Oxygen»
- Marie Serneholt «That's the Way My Heart Goes»
- Marie Serneholt «Wasted Love»
- Markus Fagervall «Everything Changes»
- Raffaëla Paton «Right Here, Right Now (My Heart Belongs to You)»
- Shayne Ward «Someone to Love»

2007
- Ari Koivunen «On the Top of the World»
- Erik Segerstedt «Freeway»
- Erik Segerstedt «Everything Changes»
- Fabienne Louves «Wach uf!»
- Fabienne Louves «Wenn nüt meh got»
- Katherine Jenkins «How Do You Leave the One You Love?»
- Martin Stosch «I Can Reach Heaven from Here»
- No Angels «I Had a Feeling»
- Part Six «What's That Sound»
- Part Six «Perfect World»
- Westlife «You Must Have Had a Broken Heart»

2008
- Céline Dion «There Comes a Time»
- E.M.D. «For You»
- E.M.D. «She's My California»
- Fady Maalouf «Blessed»
- Il Divo «La Promessa»
- Same Difference «We R One»
- Kevin Borg «With Every Bit of Me»

2009
- Paloma Faith «Stargazer»
- The Saturdays «Lose Control»
- Sheri «U Got Me Good»
- Super Junior «What If»

2010
- Jennifer Rush «Windows»
- Jennifer Rush «I Never Asked for an Angel»
- Jennifer Rush «I'm Not Dreaming Anymore»
- Tommy Reeve «Believe It Like I Do»
- Charice «All That I Need to Survive»
- Erik Grönwall «When You Fall»
- Agnes & Björn Skifs «When You Tell the World You're Mine»

2011
- Edita Abdieski «The Key»
- Namie Amuro «Make It Happen» con After School
- Jennifer Lopez «Until It Beats No More»
- Eric Saade «Someone New»
- Eric Saade «Big Love»
- Kelly Clarkson «Stronger (What Doesn't Kill You)»
- Girls' Generation «Bad Girl»
- Björn Skifs «Break the Spell»
- Björn Skifs «Let's Kiss»
- Björn Skifs «Back to Where We Started from»
- Björn Skifs «When Our Lips Touch»
- Björn Skifs «I Already Know»
- Björn Skifs «Damned If I Do»
- Björn Skifs «You Got There in the End»
- Björn Skifs «Step Right Up»
- Björn Skifs «This is Where the Story Ends»
- Björn Skifs «You Were Loved»
- Il Divo «Senza Parole»
- Eclipse «When the River is You»
- Eclipse «La Tua Melodia»
- Vanquish «The Harder You Love»
- Michelle «Was, Wenn Mein Herz Sich Irrt»
- Youngblood «American Girlfriend»
- Youngblood «Sleep on It»
- Youngblood «Outside Boy»

2012
- Jedward "Happens In The Dark"
- Leona Lewis "Stop The Clocks"[3]
- Il Volo "Splendida"
- Samantha Jade "What You've Done to Me"
- Ida LaFontaine "Dancing 4 My Life"

2013
- Agnetha Fältskog "The One Who Loves You Now"
- Agnetha Fältskog "When You Really Loved Someone"
- Agnetha Fältskog "Perfume In the Breeze"
- Agnetha Fältskog "I Was A Flower"
- Agnetha Fältskog "I Should’ve Followed You Home (with Gary Barlow)"
- Agnetha Fältskog "Past Forever"
- Agnetha Fältskog "Dance Your Pain Away"
- Agnetha Fältskog "Bubble"
- Agnetha Fältskog "Back On Your Radio"
- Agnetha Fältskog "I Keep Them On the Floor Beside My Bed"
- Janet Leon "New Colours"
- MainStreet "Hell's A Lot Like Love"
- Kristoffer Rahbek "Junkie For Love"

2015
- David Hasselhoff "True Survivor"[4]

## Premios y nominaciones
| Año  | Asociación          | Trabajo nominado                   | Categoría                                         | Resultado |
| ---- | ------------------- | ---------------------------------- | ------------------------------------------------- | --------- |
| 2007 | Premio Ivor Novello | «That's My Goal»                   | Sencillo británico más vendido                    | Ganador   |
| 2007 | Premio Brit         | «A Moment Like This»               | Mejor sencillo británico                          | Nominado  |
| 2007 | Premio Ivor Novello | «A Moment Like This»               | Sencillo británico más vendido                    | Ganador   |
| 2007 | Premio Daytime Emmy | «So Good»                          | Canción original sobresaliente - Infantil/Animada | Nominado  |
| 2012 | —                   | Jörgen Elofsson                    | H. M. The King's Medal                            | Honorado  |
| 2013 | Premio Grammy       | «Stronger (What Doesn't Kill You)» | Canción del año                                   | Pendiente |